# Achille Cattaneo
Achille Cattaneo (Limbiate, 1872 – Milano, 1931) è stato un pittore italiano.

## Biografia
Tra il 1888 e il 1896 Achille Cattaneo frequenta i corsi di disegno e di architettura dell'Accademia di Brera, dove è allievo di Emilio Gola. Si dedica alla veduta, nel solco della pittura urbana ottocentesca e, in particolare, riproduce interni di chiese di Milano e di Venezia e vedute dei Navigli. Espone per la prima volta alla Società delle belle arti di Milano, nel 1900. Negli anni Venti guadagna la notorietà: nel 1925 tiene una mostra personale, alla Bottega di Poesia e si avvicina al Novecento Italiano, partecipando alla a una mostra a Milano nel 1926. In quegli anni è presente a diverse edizioni dell'Esposizione Internazionale d'Arte di Venezia (1924, 1926, 1928) e alle Esposizioni nazionali di Milano del 1925 e del 1927. La sua tomba si trova presso la cappella di famiglia nel "cimitero monumentalino" in via Fratelli Cairoli a Limbiate. La cappella versa in cattive condizioni di conservazione.

## Galleria d'immagini

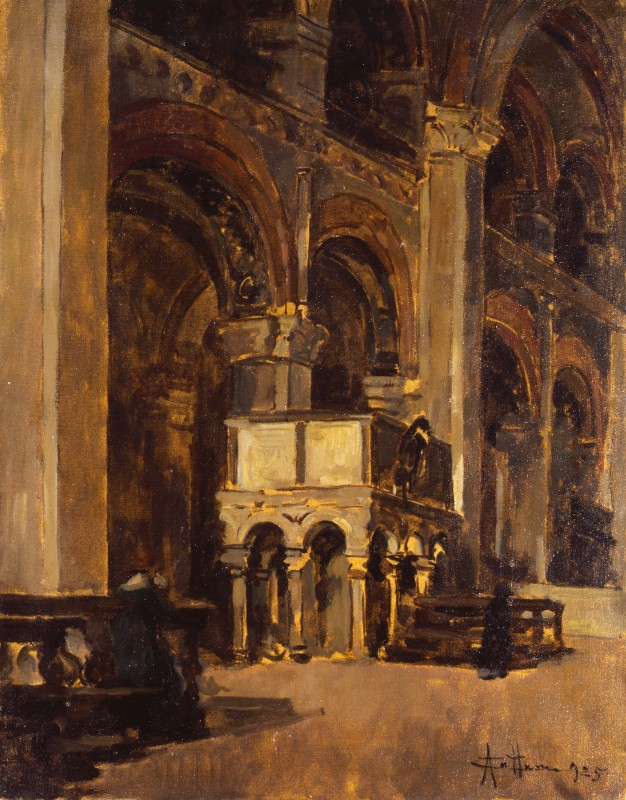
Interno della chiesa di Sant'Ambrogio, (1925), Collezioni d'arte della Fondazione Cariplo
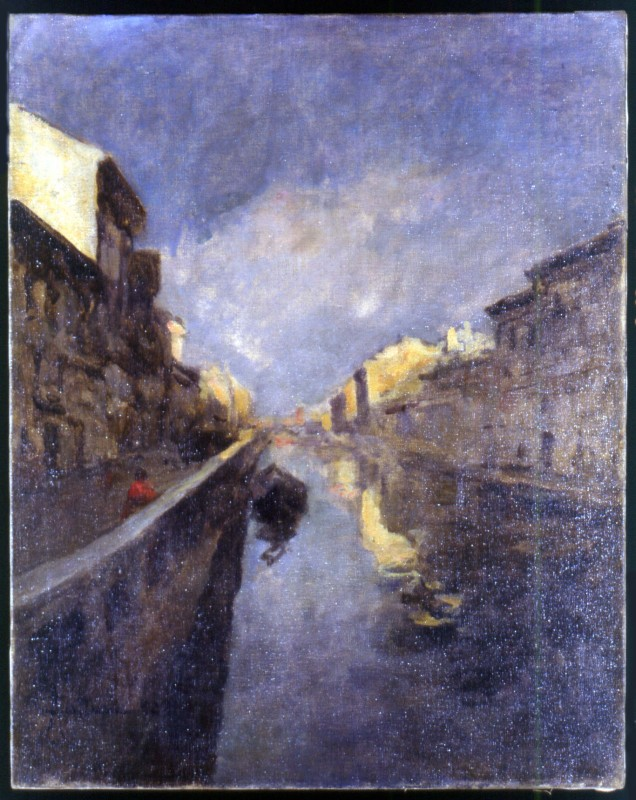
Il Naviglio, (1925), Collezioni d'arte della Fondazione Cariplo
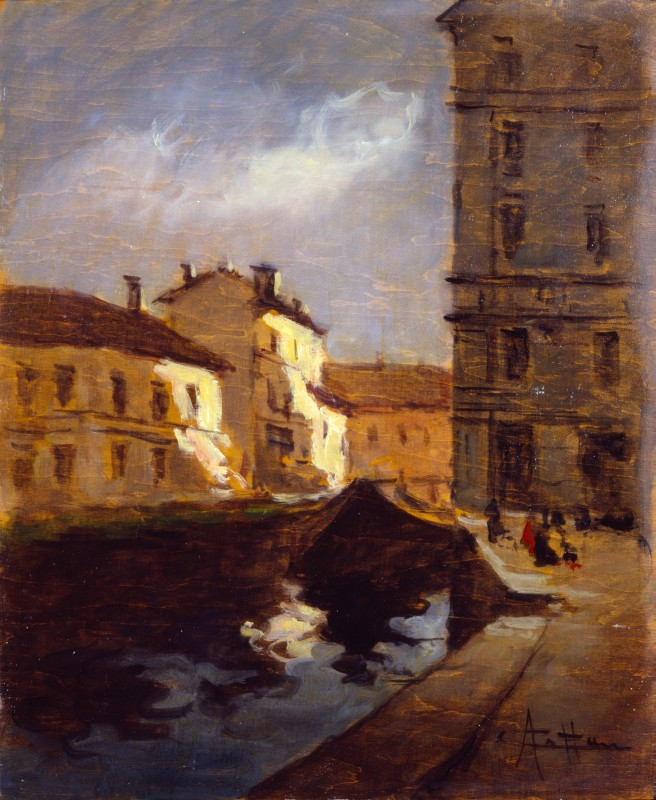
Il tombone di San Marco (1920-30 circa), Collezioni d'arte della Fondazione Cariplo
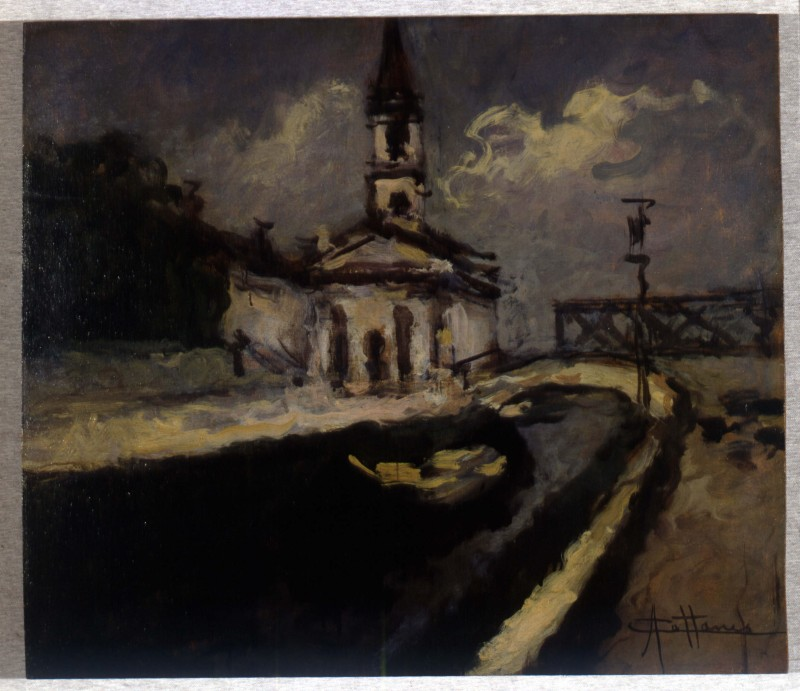
Veduta dei Navigli (1920-30 circa), Collezioni d'arte della Fondazione Cariplo
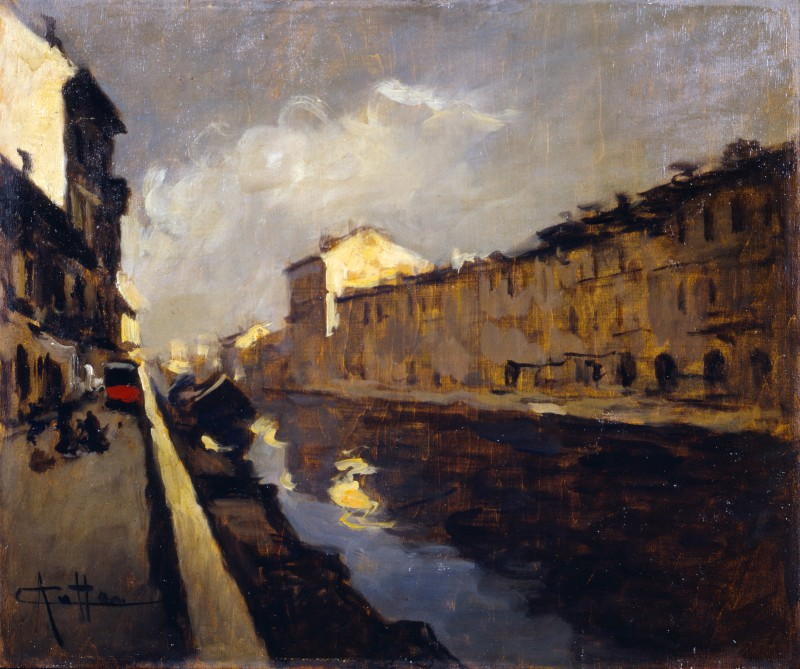
L'alzaia del Naviglio Grande a Milano (1920-1930 circa), Collezioni d'arte della Fondazione Cariplo
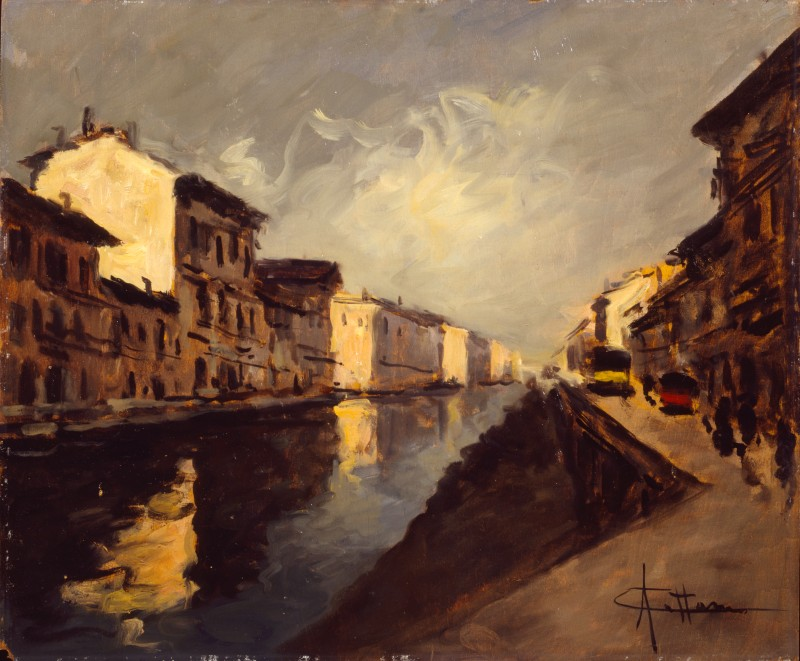
Il Naviglio a Porta Ticinese (1920-1930 circa), Collezioni d'arte della Fondazione Cariplo